# Elusive Quality
Elusive Quality, född 27 januari 1993, död 14 mars 2018, var ett engelskt fullblod, mest känd för att ha slagit flera rekordtider under sin tävlingskarriär. Han var även ledande avelshingst i Nordamerika 2004. Han var även far till 2004 års Kentucky Derby-vinnare Smarty Jones.

## Bakgrund
Elusive Quality var en brun hingst efter Gone West och under Touch of Greatness (efter Hero's Honour). Han föddes upp av Silver Springs Stud Farm Inc. & Mrs. J. Costelloe och ägdes av Mohammed bin Rashid Al Maktoum. Han tränades under tävlingskarriären av William I. Mott.
Elusive Quality tävlade mellan 1996 och 1998, och sprang in 413 284 dollar på 20 starter, varav 9 segrar, 3 andraplatser och 2 tredjeplatser. Han tog karriärens största segrar i Poker Handicap (1998) och Jaipur Stakes (1998).
Elusive Quality avslutade sin tävlingskarriär 1999 för att istället vara verksam som avelshingst. Han stallades först upp på Gainsborough Farm i Versailles, Kentucky innan han flyttades 2007 till Darley America's Jonabell Farm i Lexington, Kentucky. Under betäckningssäsongen på södra halvklotet åkte han över till Darley Australia eller Stud TNT i Brasilien.
Elusive Quality avlivades den 14 mars 2018 på grund av ålderdom.